# عائلة الدكتور سعود (مسلسل)
عائلة الدكتور سعود (مسلسل) مسلسل سعودي إنتاج عام 2013 وعرض عام 2014 إنتاج القناة السعودية. 
صور المسلسل داخل استيديو

## القصة
طبيب نفسي متزوج من امرأتين ويعيش بسببهما حياةً صعبة، كما يعاني من المرضى
النفسيين الذين يلتقي بهم في عيادته، وكل ذلك في قالب "سيت كوم"
وبروح كوميدية مليئة بالمواقف المضحكة

## تمثيل
- خالد سامي
- هيا الشعيبي
- عبير أحمد
- محمد العجيمي
- سارة اليافعي
- طلعت زكريا
- روان العامر

إخراج
- خالد الطخيم